# Rilo Chmielorz
Rilo Chmielorz (* 6. Juli 1954 in Lünen) ist eine deutsche, intermediär arbeitende Künstlerin. Seit 2009 lebt sie in Berlin.

## Leben
Rilo Chmielorz kam mit fünf Jahren nach Köln, da ihr Vater als Polizeibeamter aus der Münsteraner Provinz nach Köln versetzt worden war. Mit acht Jahren fuhr sie zum ersten Mal nach Spanien, das sich im Laufe ihres Lebens zur zweiten Heimat entwickelte. Chmielorz lebte insgesamt zehn Jahre in Spanien (Alicante und Madrid).
In Köln ging sie zur Schule und machte an der Königin-Luise-Schule 1973 ihr Abitur. Während ihrer Zeit als Oberstufenschülerin kam sie im Kölner Kunstverein und Kölner Kunstmarkt in Berührung mit Performance, Happening und Fluxus, was sie bis heute geprägt hat. Nach dem Abitur studierte sie an der Universität Köln auf Lehramt, brach dann ab und fing an, an der Kölner Werkschule Kunst zu studieren.  Sie studierte bei Elisabeth Vary, Peter Skubic und Daniel Spoerri. Während des Studiums schloss sie sich der Studiobühne der Universität Köln an und absolvierte auch ein Praktikum an der Oper Köln. Ihr Kunststudium verdiente sie sich in der Fernsprechauskunft. 1984 hatte sie ihre erste Einzelausstellung. Ab 1985 widmete sie sich der Erforschung von gekratzten Spuren als Zeichen im Bild und als Sound, erste Klang-Installationen folgten.
1986 lernte sie den New Yorker Künstler David Wojnarowicz kennen. Eine Künstlerfreundschaft entwickelte sich und Wojnarowicz lud Chmielorz im gleichen Jahr nach New York ein. Wojnarowicz widmete ihr das Gemälde History keeps me awake at Night - (for Rilo Chmielorz). 1989 hatte sie ihre erste Einzelausstellung in Spanien.
Ende der 1980er Jahre absolvierte sie ein Zusatzstudium der Kunsttherapie an der Heilpädagogischen Fakultät Köln. Insgesamt 20 Jahre arbeitete sie als Kunsttherapeutin im Bereich Kinder- und Jugendpsychiatrie.
2002 erhielt sie den Deutschen Klangkunstpreis/Produktionspreis WDR3 Studio Akustische Kunst. Sie stieg dann ins Radio ein mit Radiokunst- und Feature-Produktionen im Bereich künstlerisches Wort.
2019 absolvierte sie eine Fortbildung zur Audiobiografin. 2023 zog sie sich vom Radio zurück und produziert nur noch Audiobiografien.

## Werk
Von der Malerei kommend, entdeckte sie in den 1980er Jahren das Kratzen zunächst als bildnerischen Ausdruck und fast parallel seine akustische Qualität. Daraus entwickelte sie ein zentrales gestalterisches Element einer künstlerischen Spurensuche auf visueller Ebene als gekratztes Zeichen im Bild und auf akustischer Ebene als Srcatching-Performances unter Einsatz von Kratzsticheln, metallenen Fingerhüten, Topfkratzern etc. auf unterschiedlichsten Materialien wie z. B. Schiefer, Glas, Eisplatten, Metallplatten unter Einsatz von Kontaktmikrophonen und elektroakustischer Infrastruktur. Kratzspuren waren und sind für Chmielorz „Spuren der Erinnerung“: Es entstanden Klanginstallationen, in denen sie stets selbst in einer Performance auftrat wie z. B. Palimpsest aus Wasser oder Himmelsleiter, beides Aufträge für Festivals zeitgenössischer Musik (Alicante und Donaueschinger Musiktage). Ihren Klangarbeiten liegen graphische Partituren zugrunde. Diese befinden sich heute als Schenkung im Skulpturenmuseum Glaskasten Marl.
Die Zusammenarbeit mit Künstlern aus anderen Kunstsparten wie Musik und Literatur führte 1993 zur Gründung des Übergangsraum e.V. zusammen mit u. a. Johannes S. Sistermanns und Jochen Schimmang. Chmielorz kuratierte hier zusammen mit den Kollegen Happenings und Performances. Bereits in den 1980er Jahren war sie Co-Kuratorin der 12- stündigen Kunstspektakel „Hommage an Köln“(1985) und „Fermate“(1088) im Alten Wartesaal in Köln.
Ihre zunächst abstrakte Spurensuche in der künstlerischen Praxis wurde im Zuge ihrer Radioarbeit immer konkreter, besonders in ihren Feature-Porträts, in denen sie den Lebensspuren anderer Menschen folgte wie z. B. Ramón Gómez de la Serna, Mercedes Vostell oder Jan Kummer.

## Werkverzeichnis (Auswahl)

### Sound-Visual-Installationen, Performances,  Radio-Art, Einzel-Ausstellungen
- Die blue boys kommen, University of Cologne (1984);
- Intercolumnium, Skulpturenmuseum Glaskasten Marl (1989);
- Memory II, Instituto de Neurosciencias Ramon y Cajal, Madrid (1989);
- Klavieristische Kratznanz, Opera Cologne (1990) und Max Ernst Museum Brühl zusammen mit Johannes S. Sistermanns;
- Palimpsesto de Agua, International Festival for Contemporary Music, Alicante (1993);
- Palimpsest aus Wasser, Landesmuseum Mainz (1994);
- Hora Legal, Het Apollohuis, Eindhoven (1994);
- Palimpsest III, Landesgartenschau NRW, Grevenbroich (1995);
- Meckies Kratzer, Bauhaus Dessau (1996);
- Palimpsesto Paralelo, Circulo de Bellas Artes, Madrid (1996);
- Hora Legal, NASA, Santiago de Compostela (1996);
- Un pequeno Palimpsesto, L’Angelot, Barcelona (1997);
- Palimpsest aus Wasser, Oderberger Bad, Freunde Guter Musik e. V. (1997);
- Ejercicios de Pensar, Ruido/International Soundart Festival, Mexiko-Stadt (1999);
- Himmelsleiter, F.F.Kammergebäude, Donaueschinger Musiktage 1999[5]
- A la Escucha de un Archivo, International Festival for contemporary Music, Alicante (2000);
- One Table two Chairs,  Haus der Kulturen der Welt, Berlin, und Tamar Festival Site, Hongkong (2000);
- Denkübungen, Primavera en La Habana, International Festival for elektroacoustic Music, Havanna, Kuba (2002)
- Tocador a Cuatra Manos, International Festival for Music und Dance, Granada (2002);
- A cage of mad Mariachis,  Radio-Art-composition, Studio Acoustic Art, WDR3 – Radio, Cologne (2003);
- Kohle ? – Interactive soundinstallation – Industriemuseum Zeche/Zollern, Dortmund (2003)[6]
- Traunzeitraum, radio-Art-composition, Studio Acoustic Art, WDR3 – Radio, Cologne (2004);
- Sprache, die schreitet so tönend, Hölderlin – eine Klangpoesie, radio-art-composition, DeutschlandRadio Kultur, Berlin (2005);
- Still (intermediaconcert with Pedro Lopez), La Casa Encendida, Madrid (2006);
- Al Pie de la Letra (interactive Soundinstallation), Biblioteca Francesca Bonnemaison, Barcelona (2007)
- Maze, radio-art-composition, DeutschlandRadio Kultur, Berlin, 2009[7]
- Textures – sound-installation with acoustic shapes, Laden Uli Fischer, Berlin, 2012

### Group-Shows/Festivals (Auswahl)
- 1984: „Nullausstellung“, Klapperhof Köln
- 1985: Kratzfestival I + II; Seyengasse 5, Köln
- 1986: Postnukleare Aktionstage, Wuppertal
- 1988: „Salon de jeune peinture“, Grand Palais, Paris
- 1988: Verano en Prim, Galeria Jorge Kreisler, Madrid
- 1989: Klangzeit – Zeitklang, Wuppertal
- 1995: Ex/Ped/Hib/Ition, Artpool Research Center, Budapest
- 1997: Happy Birthday Marcel, Artpool Research Center, Budapest
- 1999: Ruido, Internationales Sound Art Festival, Museo Ex Teresa Arte Actual, Mexiko-Stadt
- 2002: German Soundart Award 2002, Skulpturenmuseum Glaskasten, Marl
- 2003: V:NM-Festival, Graz
- 2003: Punto de Encuentro, Madrid und Albacete
- 2004: Rock’s Role (after Ryoanji), Art in General, New York
- 2012: earth, fire and books – Jakob Ullman; Konzert-Performance, 7Hours, Humboldt-Universität, Berlin
- 2012: SchlussPunkt., Galerie Schüppenhauer, Köln
- 2014: Hauskonzert und Ausstellung, Berlin
- 2016: rose is a rose, DFC Berlin
- 2016: Kunst für Bildung, KLS Berlin, 2016

## Radio (Auswahl)
- 2002: A Cage of Mad Mariachis, Studio Akustische Kunst WDR3 (graph. Partitur)
- 2005: Traumzeitraum, Studio Akustische Kunst WDR3
- 2006: Sprache, die schreitet so tönend, DeutschlandRadio Kultur, Berlin/Klangkunst[8]
- 2008: Radio Ramonismo auf den Spuren von Ramón Gómez de la Serna, künstlerisches Feature,  SWR2 und DLF[9]
- 2009: maze, DeutschlandRadio Kultur, Berlin/Klangkunst
- 2010: Oxford mitten in Madrid, Co-Produktion SWR und DLF[10]
- 2012: Gold! eine Wertschätzung, Co-Produktion SWR und DLF[11]
- 2013: Im Reich der Optophoneten, Dradio, Klangkunst[12]
- 2019: Die Spezies der Optophoneten
- 2014: Jakarta Jam, eintauchen ins Verkehrschaos, SWR und DLF[13]
- 2014: Nuria und Daniel, zwei Madrileños in Berlin, RBB und DLF[14]
- 2015: Viva fluxus ! Mein Leben mit Vostell, DLF und DLF[15]
- 2016: Scheitern ist. SWR[16][17]
- 2016: Operation Bolero – das spanische Kollektiv in Ost-Berlin, DLF[18]
- 2017: „Die Welt braucht dich!“ – eine Geschichte im Freestyle, SWR und DLF[19]
- 2018: Anarchistinnen, SWR und DLF[20]
- 2018: Mikrokosmos, alternativ, libertär, scharfzüngig, Ajoblanco, DLF[21]
- 2020: Weidwerk, Porträt einer Jägerin, Produktion SWR/DLF[22]
- 2020: Verkörperte Poetik – Die Stimmakrobatin Anna Clementi, Produktion  DLR[23]
- 2021: Das widerständige Schaf, Produktion SWR/DLF, 2021[24]
- Das Ende des Normativen[25]
- 2022: Ein Cocktail ist kein Hahnenschwanz – eine Offenbarung  SWR[26]
- 2022: Canis Lupus – vorläufige Zwischenbilanz, Produktion SWR[27]
- 2023: Toreras – mit dem Kampfstier auf Augenhöhe, Produktion SWR/DLF[28]
- 2023/2024: Auf Löffeln tanzen, ein dokumentarisches Klanghörstück, Produktion  Rilo Chmielorz

## Kataloge
- 1985: Kratzer (Scratches)
- 1985: Hommage an Köln (Hommage to Cologne),
- 1985: Yellow
- 1986: Odysseus und die Sirenen (Odysseus and the Sirens)
- 1988: Salon de jeune Peinture (Salon for Contemporary Art),
- 1988: Fermate
- 1989: Zwischenräume/Intercolumnium (Intervals/Intercolumnium)
- 1990: Licht-Traum (Light-Dream)
- 1991: Material und Raum (Material and Space)
- 1991: Espacio Natural (Natural Space)
- 1991: Cuarta Bienal de Pintura (Fourth Biennale for Contemporary Painting)
- 1992: De CO-RAZON
- 1993: Palimpsest dE Agua (Palimpsest from Water)
- 1994/95: Casa de Los Arcos (House of the Arches)
- 1996: Meckies Kratzer (Meckies Scratches)
- 1998: meck MECKIE + die Himmelsleiter (meck MECKIE + the Stairway to Heaven)
- 1999: Ruido (noises)
- 2000: Festival of Vision/ONE TABLE TWO CHAIRS
- 2002: Deutscher Klangkunstpreis (german sound-art award)

## Videos
- 1995: Palimpsest III, 5 min.
- 1996: Meckies Kratzer (Meckies Scratches), 60 min.
- 2001: rilo’ trailer (Himmelsleiter, Rost, Exercises to think, The Archive listens to itself)
- 2002: Die Schnecke, 8’11 min.
- 2004: Hörsturz, 22 min
- 2005: STILL, 48 min
- 2012: textures, 5´28 min

## CDs
- RAS 3, Revista de Arte Sonoro
- Universidad de Cuenca/Centro de Creacion Experimental/Taller de Sonido
- Exercises to think
- Himmelsleiter
- The archive listens to itself
- Übergangsraum/edtion nº 2
- 90 sec Wirklichkeit, hrsg, DEGEM, Kurator: Stefan Fricke

## Auszeichnungen/Preise und Stipendien
- 1991: PREMIO DE BIENAL DE PINTURA, Murcia/Spain (Award from the Biennale for Contemporary Painting)
- 1993: FORSCHUNGSSTIPENDIUM DER FUNDACION GIL ALBERT,Alicante/Spain (Research-Scholarship from the Gil Albert Foundation)
- 1994: STIPENDIUM FÜR AUSLANDSAUFENTHALT IN SPANIEN DURCH DAS KULTUSMINISTERIUM NRW; Düsseldorf/Germany (Scholarship for Residence in Spain from the Ministry of Culture Nordrhein-Westfalen)
- 1996: FÖRDERUNG DES PROJEKTS „MECKIES KRATZER“ DURCH DIE STIFTUNG KULTURFOND BERLIN UND DIE STIFTUNG BAUHAUS (Promotion of the project „Meckies Scratches“ from the Cultural Fund Foundation Berlin and the Bauhaus Foundation)
- 1999: FÖRDERUNG DES AUFENTHALTS IN MEXIKO CITY DURCH DEN MINISTERPRÄSIDENTEN DES LANDES NRW, Wolfgang Clement (Scholarship for Travelling to Mexico City)
- 2002: FÖRDERUNG DES AUFENTHALTS IN LA HABANA DURCH DEN MINISTERPRÄSIDENTEN DES LANDES NRW, Wolfgang Clement (Scholarship for Travelling to La Habana, Cuba)
- 2002: DEUTSCHER KLANG-KUNST-PREIS 2002 (German Sound Art Award)
- 2017: Nominierung des Features „Scheitern ist.“ beim DOKKA-Festival Karlsruhe[29]
- 2022: Arbeitsstipendium des Senats für Kultur, Berlin

## Lehre
- Universidad Politecnica Valencia
- Instituto de Creación Intermedia: ¿ Qué es el radio-feature ?
- Universidad Miguel Hernández, 2012
- „90 Sekunden meiner Wirklichkeit“, Klangkunst-Workshop mit Studenten der Kunstakademie Altea vom 5.–8. November 2012
- Universidad Politécnica Valencia, 2012
- Vortrag von Rilo Chmielorz über die „acoustic shapes“ der Firma w-a-x an der Kunstakademie in Valencia am 9. November 2012
- Workshop radio – s – on, Universidad Miguel Hernández, November 2016
- Curso de Verano, 2024